# Єлешниця (Благоєвградська область)
Єле́шниця (болг. Елешница) — село в Благоєвградській області Болгарії. Входить до складу громади Разлог.

## Населення
За даними перепису населення 2011 року у селі проживали 1424 особи.
Національний склад населення села:
| Національність   | Кількість осіб | Відсоток |
| ---------------- | -------------- | -------- |
| болгари          | 1356           | 98,3%    |
| роми             | 12             | 0,9%     |
| турки            | 0              | 0%       |
| інша             | 8              | 0,6%     |
| не визначились   | 3              | 0,2%     |
| Всього відповіли | 1379           |          |

Розподіл населення за віком у 2011 році:
Динаміка населення: